# イオン名寄ショッピングセンター
イオン名寄ショッピングセンター（イオンなよろショッピングセンター）は、北海道名寄市徳田に所在するイオン北海道運営の郊外型・モール型ショッピングセンターである。

## 概要
開店当初はポスフールを核店舗とする唯一のイオンショッピングセンターであり、株式会社ポスフールがイオン北海道に改称してから初のSC出店でもあった。2011年3月1日にポスフール名寄店がイオン名寄店に改称したため、ポスフールの新規出店は名寄店が最後となった。
道北では旭川市を除くと最大級になる商業施設であり、名寄市はじめ士別市などの近隣市町村を商圏にしている。名寄の商店総面積の約半分に及ぶ店舗面積を建設することなどに、当初は名寄市、商工会議所、商店街連合会は反対の姿勢を示して出店見直しを求めていたほか、地域住民からも賛否の意見が出た。名寄市は郊外への大型店出店を規制する条例を制定したが、すでに法的手続きを済ませたイオン北海道側が条例施行前に本体工事を着工した。オープン後は名寄市外への買物客流出は減少したが、市内中心部から郊外での購入が増加した。

## 沿革

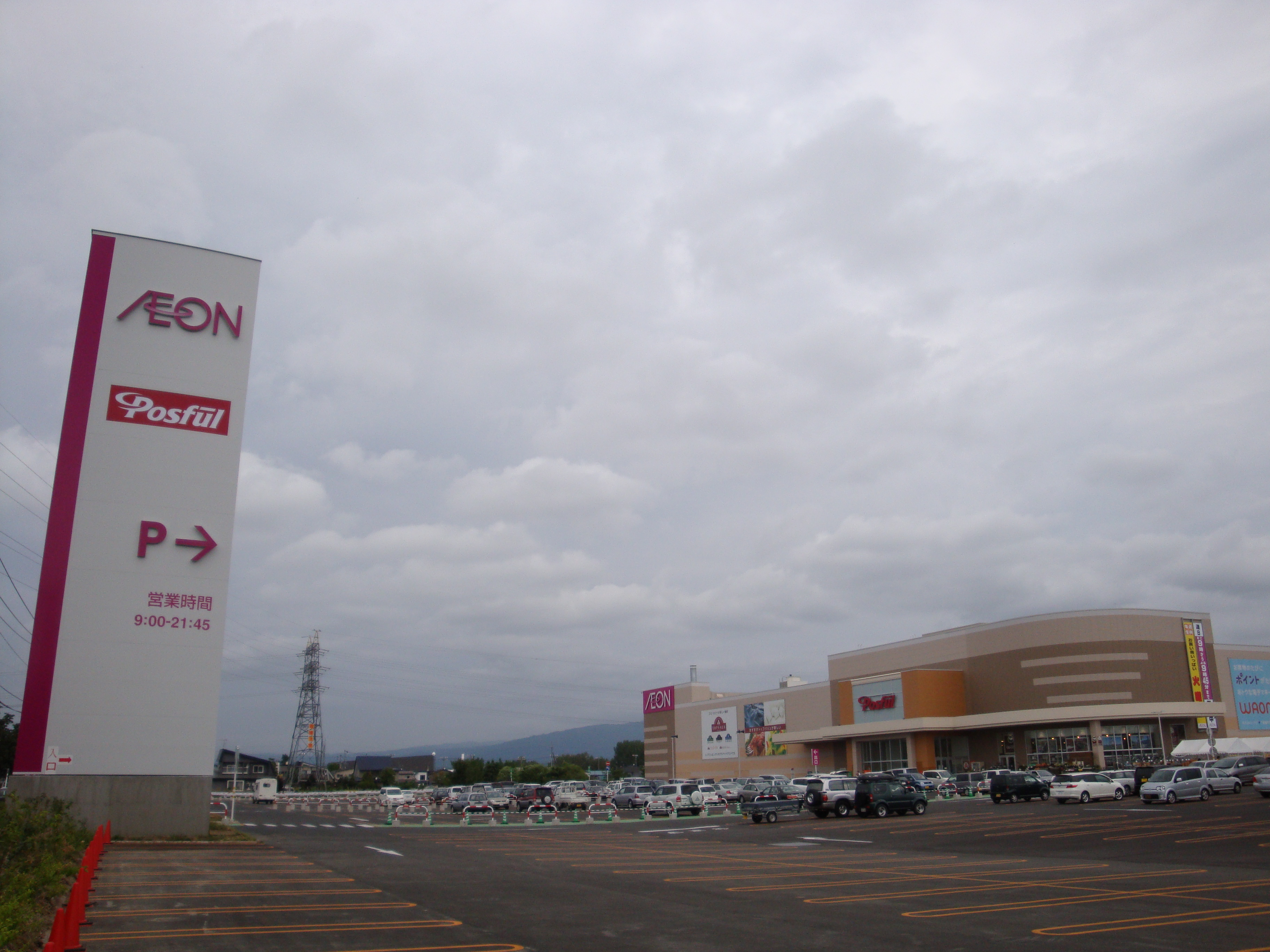
施設外観（2008年8月）

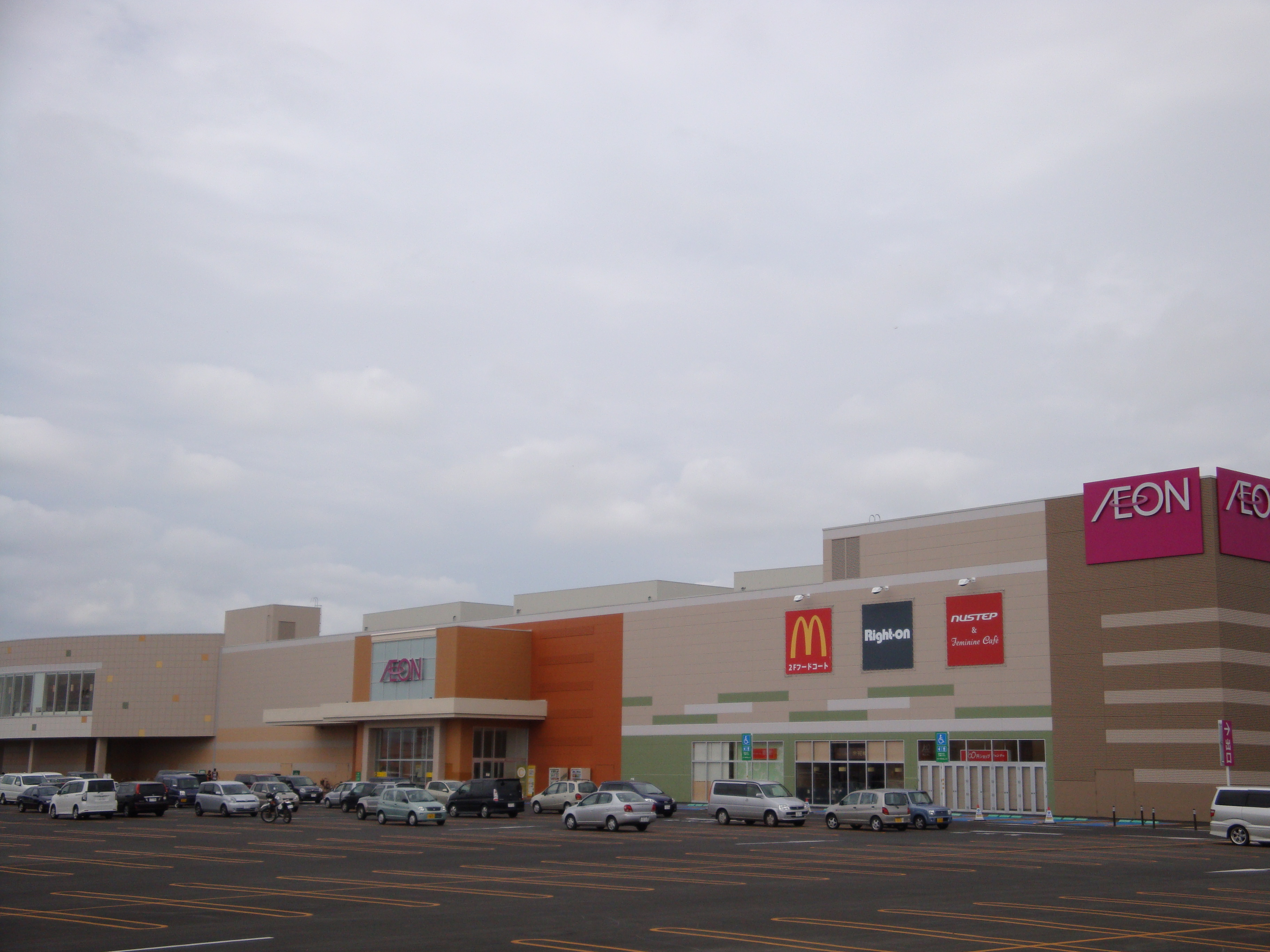
施設外観（東側・2008年8月）

- 2008年（平成20年）：「イオン名寄ショッピングセンター」オープン[2][12]。
- 2011年（平成23年）：イオンへの店舗名変更に伴い、ポスフール名寄店が「イオン名寄店」と改称[6]。
- 2018年（平成30年）：開店10周年を迎える。

## フロアとテナント

### フロア概要
核店舗のイオン名寄店と約36の専門店で構成される。
| 階  | フロア概要                       |
| --- | -------------------------------- |
| 2階 | 直営売場・専門店街・フードコート |
| 1階 | 食品、日用品・専門店街           |

### 主なテナント
1階
- イタリアン・トマト カフェジュニア（レストラン)
- シュークリームの梅屋（和洋菓子）
- ikka（カジュアル）
- ライトオン（ファミリー）
- 未来屋書店（書籍）
- ラパックスワールド（雑貨）
- PETEMO/ペテモ（ペットショップ）

2階
- マクドナルド（ファストフード）
- エコーセブンティワン（レディスブティック）

- セリア（100円ショップ）
- ニトリ（家具・雑貨）イオン北海道によるショッピングセンターには初出店となる[13]。
- ソフトバンク（携帯ショップ）
- モーリーファンタジー（室内遊園地）

※テナント情報は2022年5月時点
出店テナント全店の一覧詳細情報は公式サイト「ショップリスト」「フロアガイド」を、営業時間およびATMを設置している金融機関の詳細は公式サイト「営業時間」を参照。

## アクセス
昭和通沿いに位置しており、名寄徳田ショッピングセンターに隣接している。また、国道40号（共栄通）に近接している。
路線バス
- 名士バス「イオン名寄店前」バス停下車。なお、WAONカード（モバイルWAONやクレジットカードなどと一体となったものを除く）所持者が当SCで乗降すると、バス料金が無料になる[14]。

自動車
- 名寄美深道路 - 名寄ICが最寄IC

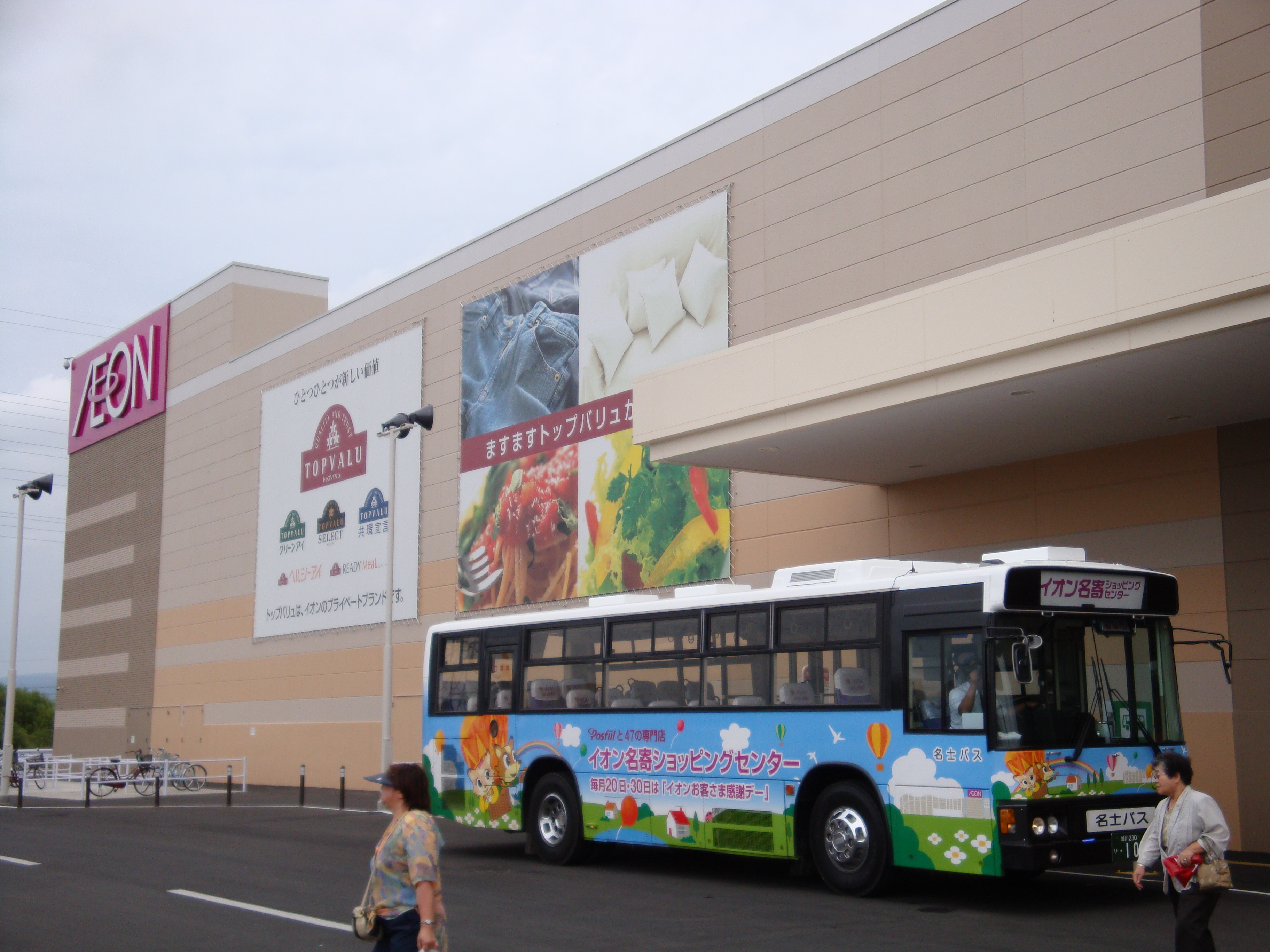
バス停に停車している名士バス（2008年8月）

鉄道
- 宗谷本線 - 名寄高校駅から徒歩で約20分、名寄駅から徒歩で約27分。